# أولريتش كابولونجو
أولريتش كابولونجو (بالفرنسية: Ulrich Kapolongo) (31 يوليو 1989 بجمهورية الكونغو - ) هو لاعب كرة قدم كونغولي في مركز الهجوم لعب سابقاً في نادي الخليج السعودي.

## روابط خارجية
أولريتش كابولونجو على موقع قاعدة بيانات كرة القدم.إي يو (الإنجليزية)
- أولريتش كابولونجو على موقع ناشيونال فوتبول تيمز (الإنجليزية)
- أولريتش كابولونجو على موقع Soccerway.com (الإنجليزية)